# Mymensingh S.
Mymensingh S. (bengali: ময়মনসিংহ) är ett underdistrikt i Bangladesh.   Det ligger i provinsen Dhaka, i den centrala delen av landet, 120 km norr om huvudstaden Dhaka.
Trakten runt Mymensingh S. består till största delen av jordbruksmark. Runt Mymensingh S. är det mycket tätbefolkat, med 2 028 invånare per kvadratkilometer.